# تيم غارلاند
تيم غارلاند (بالإنجليزية: Tim Garland)‏ هو عازف ساكسفون وملحن بريطاني، ولد في 19 أكتوبر 1966 في London Borough of Redbridge ‏ في المملكة المتحدة.

## وصلات خارجية
- الموقع الرسمي
- تيم غارلاند على موقع IMDb (الإنجليزية)
- تيم غارلاند على موقع ميوزك برينز (الإنجليزية)
- تيم غارلاند على موقع أول ميوزيك (الإنجليزية)
- تيم غارلاند على موقع ديسكوغز (الإنجليزية)